# Kogonada
Kogonada är en amerikansk filmregissör född i Sydkorea. Han är av uppfattningen att verk borde tala för sig själv, och har följaktligen avslöjat få detaljer om sitt eget liv. Såväl hans födelseår som riktiga namn är okänt. Hans pseudonym kommer från Kogo Nada, en japansk manusförfattare verksam i flera filmer av Yasujiro Ozu.

## Filmografi
- 2017 – Columbus
- 2021 – After Yang
- 2025 – A Big Bold Beautiful Journey